# Interstate 215 (Nevada)
L'interstate 215 (Nevada) est une autoroute inter-États contournant par le sud la plus grande ville de l'État, Las Vegas. Elle a une longueur de 12.3 milles (20 km).

## Description du tracé
L'interstate 215 part de l'interstate 515, autoroute traversant Las Vegas comme l'interstate 15, mais d'ouest en est, à Henderson, au sud-est du centre-ville. Elle traverse la ville de Henderson, puis entre le mile 8 et le mile 10, elle a une trajectoire nord-sud pour aller rejoindre l'aéroport international de Las Vegas. Elle reprend ensuite sa trajectoire habituelle jusqu'à l'échangeur I-215/I-15 au sud de Las Vegas, terminal est de la 215, après avoir parcouru 12.3 miles.

Il est à noter que l'autoroute en tant que telle continue, mais n'est plus officiellement notée interstate 215 : elle est plutôt nommée Clark County Road 215. Pourtant, les numéros de sorties continuent et l'autoroute porte le même nom (Las Vegas beltway), mais n'a tout simplement pas le même numéro.

## Liste des Sorties
| Interstate 215        |                           |      |      |        |                                                                     | |
| Comté                 | Municipalité              | mi   | km   | Sortie | Intersections / Destinations                                        | Notes |
| Clark                 | Henderson                 | 0,00 | 0,00 |        | SR 564 (en) est (Lake Mead Parkway)                                 | Continue au-delà de l'I-11 |
| Clark                 | Henderson                 | 0,00 | 0,00 | 1      | I-11 sud / I-515 nord / US 93 sud / US 95 – Boulder City, Las Vegas | Terminus est; sortie 23 de l'I-11; ancienne I-515 sud |
| Clark                 | Henderson                 |      |      | 2      | Gibson Road                                                         | |
| Clark                 | Henderson                 |      |      | 3A     | Stephanie Street                                                    | |
| Clark                 | Henderson                 |      |      | 3B     | Valle Verde Drive                                                   | |
| Clark                 | Henderson                 |      |      | 5      | Green Valley Parkway                                                | |
| Clark                 | Limite Henderson–Paradise |      |      | 6      | SR 146 (en) ouest (Saint Rose Parkway) / Pecos Road                 | |
| Clark                 | Paradise                  |      |      | 7      | Eastern Avenue                                                      | |
| Clark                 | Paradise                  |      |      | 8      | Windmill Lane                                                       | |
| Clark                 | Paradise                  |      |      | 9      | Warm Springs Road                                                   | |
| Clark                 | Paradise                  |      |      | 10     | Sunset Road / Aéroport McCaren                                      | |
| Clark                 | Enterprise                |      |      | 11     | Las Vegas Boulevard                                                 | Sortie en direction est via sortie 12B |
| Clark                 | Enterprise                |      |      | 12     | I-15 – Los Angeles, Las Vegas, Salt Lake City                       | Terminus ouest de l'I-215; indiqué sortie 12A (sud) et 12B (nord) en direction est et inversement en direction ouest; sortie 34 de l'I-15; continue comme CC 215 |
| - Transition de route |                           |      |      |        |                                                                     | |